# Tomaž Prelokar
Tomaž Prelokar, tudi Thomas Berlower ali Thomas Prelager v nemških zapisih in Thomas de Cilia v latinskih, slovenski humanist in škof, * okoli leta 1430, okolica Celja, † 25. april 1496, Konstanca (Nemčija).
Rodil se je v Celju ali njegovi okolici okoli leta 1430. Izhajal je iz nižjih socialnih plasti, na kar kaže znižani prispevek, ki ga je plačal leta 1446 ob vpisu na  univerzo na Dunaju, kjer je obiskoval artistično fakulteto. Študiral je redno in leta 1450 študije zaključil, naslednje leto pa je dosegel profesorsko stopnjo in je po načelu humanistične univerzalnosti predaval tudi Evklidovo geometrijo. Nato je odšel na študije v Italijo, kjer je leta 1466 doktoriral iz prava na sloviti univerzi v Padovi. Zadrževal se je še v drugih italijanskih mestih, okoli 1470. pa je prišel na nemški cesarski dvor Friderika III., kjer je postal visok uradnik in cesarjev zaupnik. Opravljal je najbolj zahtevne notranje- in zunanjepolitične ter diplomatske naloge. Bil je učitelj nemškega prestolonaslednika Maksimiljana, kasnejšega nemškega cesarja. Vzgajal in izobraževal ga je v tedanjem duhu italijanskega humanizma. Po zaključku študija je postal vpliven visok uradnik in cesarjev zaupnik. Leta 1473 je postal prošt v Konstanci, na drugi najstarejši škofiji na Nemškem, leta 1477 pa še prošt pri Sv. Stefanu na Dunaju. Na spletke in pritožbe proti njegovi dvojni proštiji je papež odgovoril s potrditvijo obeh njegovih funkcij.  Leta 1491 ga je papež imenoval za konstanškega škofa, hkrati pa je postal tudi knez Svetega Rimskega cesarstva Tomaž je tedaj obdržal proštijo v Konstanci, odpovedal pa se je dunajski. S škofovskim naslovom na ključnem o položaju v nemškem cesarstvu je dosegel vrh svoje kariere. Umrl je 25. aprila 1496 v Konstanci, kjer je tudi pokopan.
Humanističnega škofa Tomaža Prelokarja (Thomas de Cilia) se drži domneva, da je naučil nemškega cesarja Maksimilijana I. slovensko. Da zna ta jezik, je cesar vsaj dvakrat sam izjavil, nikoli pa ni povedal, kdo ga je tega naučil. Ker je bil Tomaž mlademu Maksimilijanu vzgojitelj in učitelj, je domneva upravičena, čeprav zanjo ni neposrednih dokazov. Kot učitelj prihodnjega cesarja je Tomaž nedvomno deloval po za ta namen posebej izdelanem programu, ki pa je sedaj znan le po nekaterih podrobnostih. Vse kaže, da se je za svoje pedagoško delo vestno pripravljal in da je učil princa vsestranske pravilne in gibčne uporabe pisne, ustne in retorične latinščine. Za ta namen je uporabljal izbrana dela in sestavke antičnih klasikov. Kasneje je uvajal mladega Maksimilijana v notranje- in zunanjepolitične veščine, o katerih je imel bogate lastne izkušnje. Tomaž je bil prvi humanist na nemškem cesarskem dvoru, kjer so se od tedaj vedno zadrževali razumniki te vrste, nekateri med njimi tudi slovenskega rodu.